# Bertha van Avenay

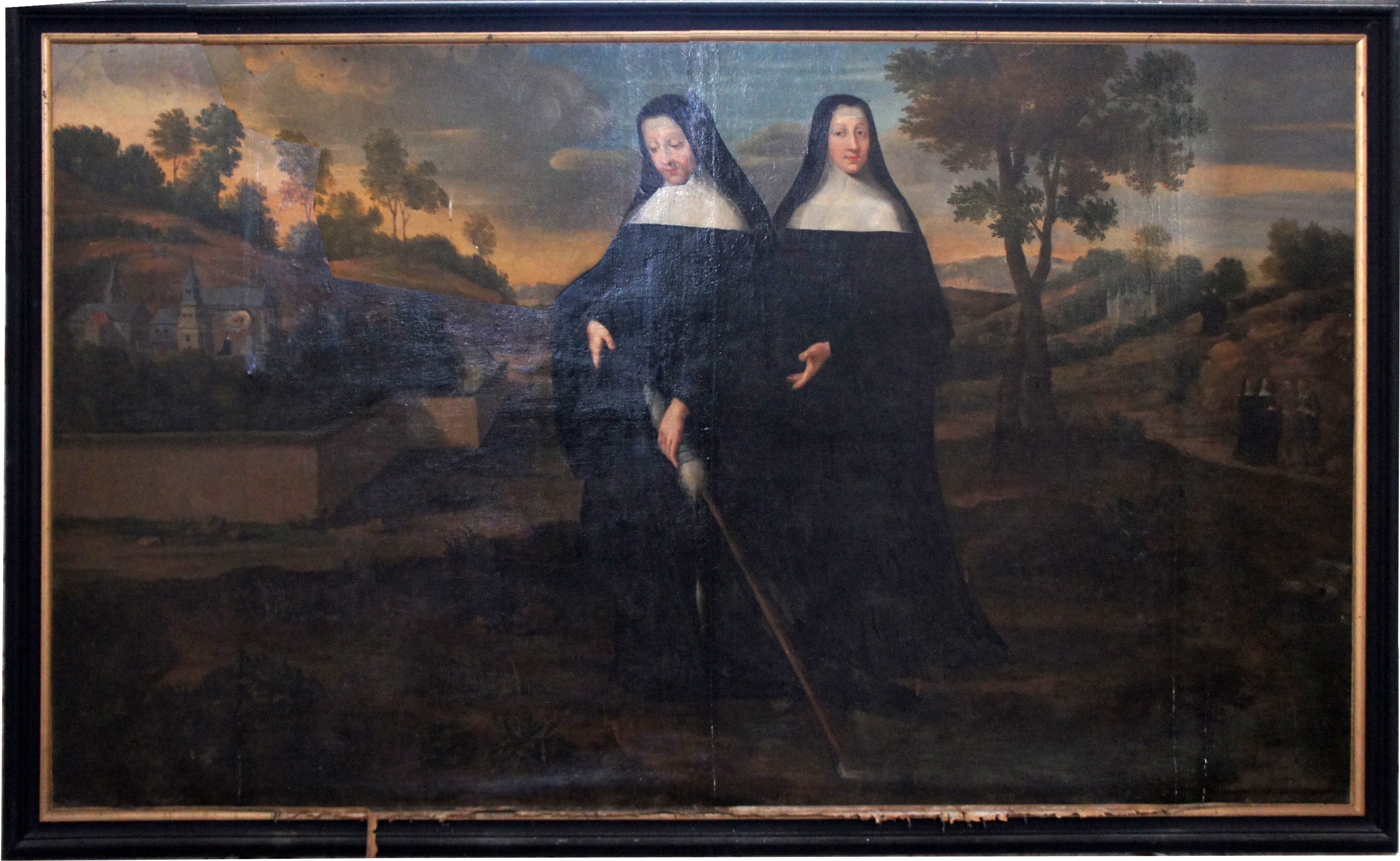
Bertha van Avenay op een schilderij toegeschreven aan Jean Hélart

De heilige Bertha (overleden in Reims rond 690), was getrouwd met de heilige Gumbertus, heer van Champenois een edelman van koninklijken bloede. Gumbertus liet in Avenay een vrouwenklooster bouwen voor zijn echtgenote en haar dienstmaagden. Toen de bevolking van Aveney een tekort aan water had, verscheen volgens de legende Sint Petrus aan Bertha, die haar de plaats van een waterbron aanwees. Dit werd een heilige bron met geneeskrachtig water, die Aveney en haar kloosterzusters van water voorzag. Bertha stierf als martelares door toedoen van de familie van Gumbertus, die met lede ogen had aangezien hoe Bertha haar bezittingen onder de armen verdeelde. 
Haar feestdag is op 1 mei.